# Biodinamikus gazdálkodás
A biodinamikus gazdálkodás ökológiai, holisztikus és etikai megközelítése a gazdálkodásnak. Dr. Rudolf Steiner filozófus és tudós munkásságán alapul, aki a tudományos gondolkodást a természet szellemének elismerésével egyesítette. Az egész birtokot egyfajta élőlénynek tekinti, amelyen a gazdálkodónak az a feladata, hogy összehangolja és táplálja az elemeket (mező, erdő, ültetvény, állatok, termőtalaj, komposzt, emberek és a hely szelleme). A gazdaságnak saját alapanyagokkal, komposzttal, preparátumokkal, teákkal kell élővé, termékennyé tenni magát, minél nagyobb diverzitást elérve az élővilágban.
A minősítést a németországi székhelyű Demeter International cég végzi, világszerte elismert védjeggyel ellátva a biodinamikus birtokokat, termékeket.

## A Demeter International céljai
- A mezőgazdasági termékek előállítására és feldolgozására vonatkozó nemzetközi Demeter irányelvek kidolgozása és kötelező érvényű meghatározása
- A Demeter különböző tanúsítási eljárásainak harmonizálása világszerte,
- A Demeter védjegy nemzetközi védelme,
- Egyéni termelők/feldolgozók tanúsítása saját Demeter szervezettel nem rendelkező országokban,
- Független Demeter szervezetek és biodinamikus intézmények létrehozásának és fejlesztésének támogatása olyan országokban, ahol még nem léteznek ilyenek
- Együttműködés a biodinamikus mezőgazdaság megértésének és elfogadásának bővítésében.